# Puivelde Koerse
Puivelde Koerse is een jaarlijkse wielerwedstrijd in het Oost-Vlaamse Belsele-Puivelde deelgemeente van Sint-Niklaas. 
De wedstrijd die sinds het jaar 1966 wordt georganiseerd wordt meestal verreden in de tweede week van de maand mei ter gelegenheid van de plaatselijke kermis. Aan de kermis zijn behalve die voor beroepsrenners ook nog andere wielerwedstrijden verbonden voor renners – Elite sg – Elite Z/C en beloften.
De eerste editie werd in 1966 gewonnen door de plaatselijke renner Albert Van Vlierberghe. In 2023 was de wedstrijd aan haar 56° editie toe.